# Stereopalpus vestita
Stereopalpus vestita là một loài bọ cánh cứng trong họ Anthicidae. Loài này được Say miêu tả khoa học năm 1824.